# Nejvyšší rada pro islámskou revoluci v Iráku
Nejvyšší rada pro islámskou revoluci v Iráku (ang. SCIRI, المجلس الأعلى للثورة الإسلامية في العراق) je šíitská islamistická strana v Iráku. Vznikla v roce 1982 v exilu v Íránu s cílem svrhnout sunnitskou vládu Saddáma Husajna a nahradit jí vládou šíitskou. Nyní je nejsilnější silou v rámci Jednotné irácké aliance, která dosáhla při volbách roku 2005 41,5 %.
Militantním křídlem je extrémní Brigáda Badr, zodpovědná za řadu násilných útoků.